# Kétly család
A csurgói báró Kétly család, egy a 19. században nemességet nyert magyar család.

## Története
A családból először Kétli György nevével találkozunk, aki a Károlyi család csurgói uradalmi ügyintézője volt. Fia, dr. Kétly Károly (1836–1927) belgyógyász, egyetemi tanár nyerte el a családban a nemességet 1896-ban, majd egy évre rá gyermekeivel együtt csurgói előnevüket is megkapták. 1913-ban Ferenc József királytól bárói címet is kapott. Károlynak Szathmáry Annával (1841–1909) kötött házasságából több gyermek is született, akik közül kiemelendő László. Apjához hasonlóan orvos és egyetemi tanár is volt. Kovács Margittól született lánya, Katalin (1904), a volt szatmári főispán, Jékey Sándor fiához ment nőül.